# Giuseppina Torello
Giuseppina Torello (Vicoforte, 3 luglio 1943 – Torino, 5 marzo 2024) è stata una mezzofondista italiana.

## Biografia
Nella sua carriera portò al collo tredici medaglie di campionessa italiana assoluta, di cui due nei 1500 metri piani, uno nella corsa campestre e dieci come componente di una staffetta, dalla staffetta 4×400 metri (nel 1969) alla staffetta 4×1500 metri (dal 1971 al 1974) passando per la staffetta 4×800 metri (dal 1970 al 1974).
Nel 1973 vestì la maglia azzurra per la partecipazione ai campionati del mondo di corsa campestre di Waregem, in Belgio, dove si classificò sessantatreesima.

## Palmarès
| Anno | Manifestazione    | Sede    | Evento                       | Risultato | Prestazione | Note |
| ---- | ----------------- | ------- | ---------------------------- | --------- | ----------- | ---- |
| 1973 | Mondiali di cross | Waregem | Individuale - donne seniores | 63ª       | n/d         |      |

## Campionati nazionali
- 2 volte campionessa italiana assoluta dei 1500 metri piani indoor (1972, 1973)
- 1 volta campionessa italiana assoluta della staffetta 4×400 metri (1969)
- 5 volte campionessa italiana assoluta della staffetta 4×800 metri (dal 1970 al 1974)
- 4 volte campionessa italiana assoluta della staffetta 4×1500 metri (dal 1971 al 1974)
- 1 volta campionessa italiana assoluta di corsa campestre (1972)

1969
- Oro ai campionati italiani assoluti, staffetta 4×400 metri - 3'59"7

1970
- Oro ai campionati italiani assoluti, staffetta 4×800 metri - 9'37"4

1971
- Oro ai campionati italiani assoluti, staffetta 4×800 metri - 9'09"2
- Oro ai campionati italiani assoluti, staffetta 4×1500 metri - 18'53"2

1972
- Oro ai campionati italiani assoluti di corsa campestre
- Oro ai campionati italiani assoluti, 1500 metri piani - 4'42"2
- Oro ai campionati italiani assoluti, staffetta 4×800 metri - 9'40"0
- Oro ai campionati italiani assoluti, staffetta 4×1500 metri - 19'36"4

1973
- Oro ai campionati italiani assoluti, 1500 metri piani - 4'29"9
- Oro ai campionati italiani assoluti, staffetta 4×800 metri - 9'15"0
- Oro ai campionati italiani assoluti, staffetta 4×1500 metri - 19'35"2

1974
- Oro ai campionati italiani assoluti, staffetta 4×800 metri - 9'01"6
- Oro ai campionati italiani assoluti, staffetta 4×1500 metri - 18'57"8